# 天津市人民政府

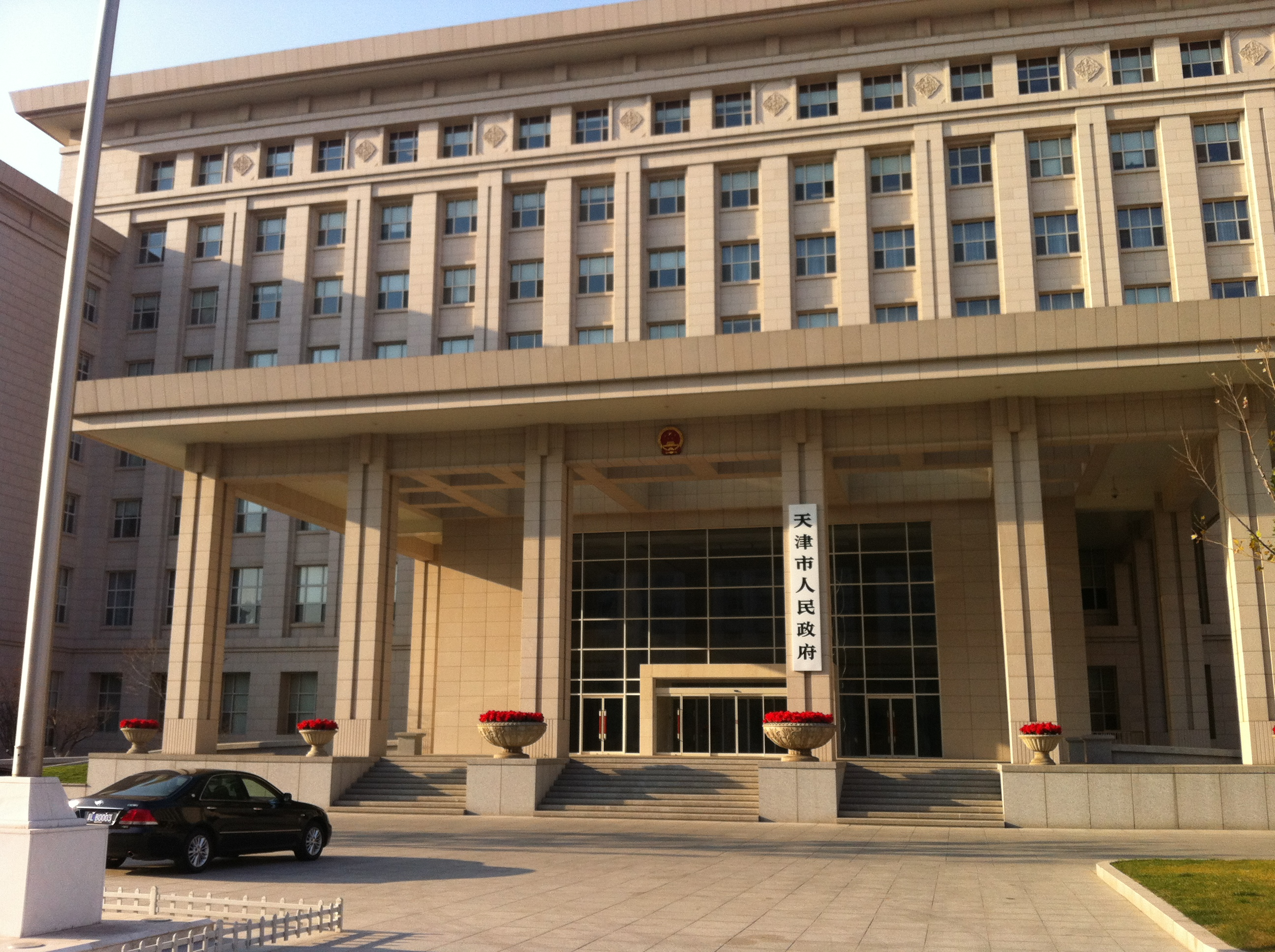
天津市人民政府近景

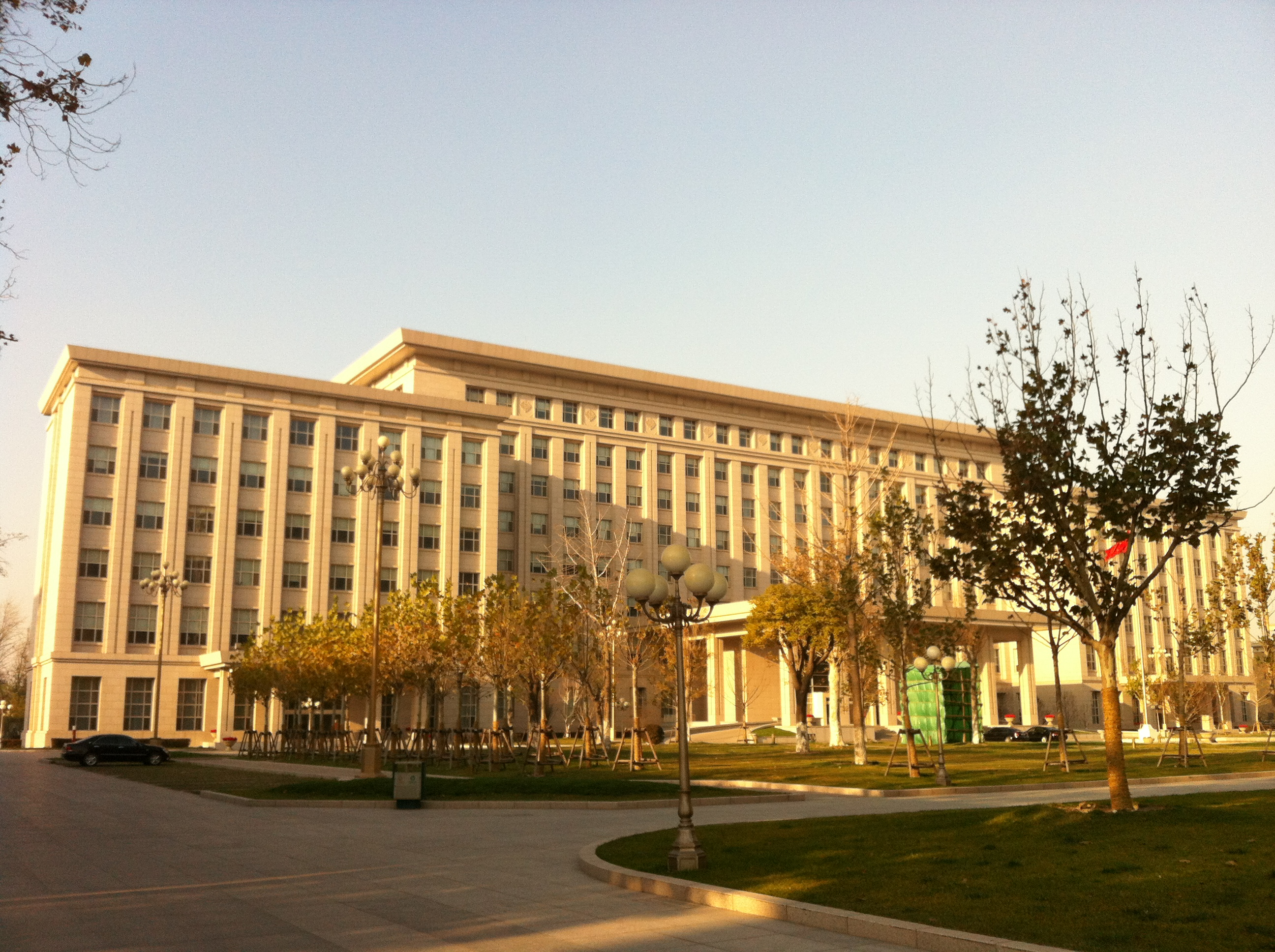
天津市人民政府全景

天津市人民政府，是中华人民共和国天津市的省级国家行政机关。

## 历史
天津市人民政府成立于1949年1月15日。1954年8月，天津市人民委员会成立，并于1955年1月21日正式改组。1980年6月30日，天津市革命委员会撤销，复设天津市人民政府。

## 职权
根据《中华人民共和国地方各级人民代表大会和地方各级人民政府组织法》第七十三条，县级以上的地方各级人民政府行使下列职权：
1. 执行本级人民代表大会及其常务委员会的决议，以及上级国家行政机关的决定和命令，规定行政措施，发布决定和命令；
2. 领导所属各工作部门和下级人民政府的工作；
3. 改变或者撤销所属各工作部门的不适当的命令、指示和下级人民政府的不适当的决定、命令；
4. 依照法律的规定任免、培训、考核和奖惩国家行政机关工作人员；
5. 编制和执行国民经济和社会发展规划纲要、计划和预算，管理本行政区域内的经济、教育、科学、文化、卫生、体育、城乡建设等事业和生态环境保护、自然资源、财政、民政、社会保障、公安、民族事务、司法行政、人口与计划生育等行政工作；
6. 保护社会主义的全民所有的财产和劳动群众集体所有的财产，保护公民私人所有的合法财产，维护社会秩序，保障公民的人身权利、民主权利和其他权利；
7. 履行国有资产管理职责；
8. 保护各种经济组织的合法权益；
9. 铸牢中华民族共同体意识，促进各民族广泛交往交流交融，保障少数民族的合法权利和利益，保障少数民族保持或者改革自己的风俗习惯的自由，帮助本行政区域内的民族自治地方依照宪法和法律实行区域自治，帮助各少数民族发展政治、经济和文化的建设事业；
10. 保障宪法和法律赋予妇女的男女平等、同工同酬和婚姻自由等各项权利；
11. 办理上级国家行政机关交办的其他事项。

## 机构设置
根据《天津市机构改革方案》，除天津市人民政府办公厅外，天津市人民政府设置组成部门25个，直属特设机构1个，直属机构10个，部门管理机构9个，派出机构16个（含驻外办事处9个），直属事业单位1个。
天津市人民政府设置下列机构：
- 天津市人民政府办公厅

### 组成部门
- 天津市发展和改革委员会
- 天津市教育委员会
- 天津市科学技术局
- 天津市工业和信息化局
- 天津市民族和宗教事务委员会
- 天津市公安局
- 天津市民政局
- 天津市司法局
- 天津市财政局
- 天津市人力资源和社会保障局
- 天津市规划和自然资源局
- 天津市生态环境局
- 天津市住房和城乡建设委员会
- 天津市城市管理委员会
- 天津市交通运输委员会
- 天津市水务局
- 天津市农业农村委员会
- 天津市商务局
- 天津市文化和旅游局
- 天津市卫生健康委员会
- 天津市退役军人事务局
- 天津市应急管理局
- 天津市审计局
- 天津市人民政府外事办公室
- 天津市市场监督管理委员会

（科学技术局挂外国专家局牌子；工业和信息化局挂无线电管理局牌子；民政局挂社会组织管理局牌子；规划和自然资源局挂海洋局牌子；农业农村委员会挂乡村振兴局牌子；商务局挂市人民政府口岸服务办公室牌子；文化和旅游局挂广播电视局、文物局牌子；卫生健康委员会挂中医药管理局、爱国卫生运动委员会办公室牌子。）

### 直属特设机构
- 天津市国有资产监督管理委员会

### 直属机构
- 天津市体育局
- 天津市统计局
- 天津市数据局
- 天津市投資促進局
- 天津市医疗保障局
- 天津市机关事务管理局
- 天津市人民政府研究室
- 天津市人民政府信访办公室
- 天津市人民政府国防动员办公室
- 天津市人民政府合作交流办公室
- 天津市人民政府政务服务办公室

（市人民政府国防动员办公室挂市人民政府人民防空办公室牌子；市人民政府政务服务办公室挂营商环境办公室牌子。市人民政府信访办公室与中共天津市委信访办公室一个机构两块牌子，同时列入中共天津市委直属机构序列。）

### 直属事业单位
- 天津市促进投资办公室
- 天津市住房公积金管理中心
- 天津市教育招生考试院
- 天津北方演艺集团
- 天津华北地质勘查局
- 天津画院
- 天津社会科学院
- 天津市地质矿产勘查开发局
- 天津市供销合作总社
- 天津市经济发展研究院
- 天津市农业科学院
- 天津市经济发展研究院
- 天津市政府投资项目评审中心
- 天津科学技术馆
- 天津市市政公路管理局

（市住房公积金管理中心挂市住房公积金管理委员会牌子。）

### 部门管理机构
- 天津市人民政府参事室，由市人民政府办公厅管理。
- 天津市粮食和物资储备局，由市发展和改革委员会管理。
- 天津市监狱管理局，由市司法局管理。
- 天津市戒毒管理局，由市司法局管理。
- 天津市城市公用事业管理局，由市城市管理委员会管理。
- 天津市道路运输管理局，由市交通运输委员会管理。
- 天津市港航管理局，由市交通运输委员会管理。
- 天津市药品监督管理局，由市市场监督管理委员会管理。
- 天津市知识产权局，由市市场监督管理委员会管理。
- 天津市疾病预防控制局，由市卫生健康委员会管理。[4]

（市人民政府参事室挂市文史研究馆牌子。）

### 派出机构
- 中新天津生态城管理委员会
- 天津滨海高新技术产业开发区管理委员会
- 天津港保税区管理委员会
- 天津东疆保税港区管理委员会
- 天津海河教育园区管理委员会
- 天津经济技术开发区管理委员会
- 中国（天津）自由贸易试验区管理委员会
- 天津市人民政府驻北京办事处
- 天津市人民政府驻上海办事处
- 天津市人民政府驻广州办事处
- 天津市人民政府驻沈阳办事处
- 天津市人民政府驻成都办事处
- 天津市人民政府驻西安办事处
- 天津市人民政府驻福州办事处
- 天津市人民政府驻乌鲁木齐办事处
- 天津市人民政府驻济南办事处
- 天津市人民政府行政审批管理办公室
- 天津市中小企业发展促进局[5]

## 历任领导
| 天津市人民政府市长 …… - 李瑞环（1982年5月－1989年10月） - 聂壁初（1989年10月－1993年6月） - 张立昌（1993年6月－1998年5月） - 李盛霖（1998年5月－2002年12月） - 戴相龙（2003年1月－2007年12月） - 黄兴国（2007年12月－2016年9月） - 王东峰（2016年9月－2017年10月） - 张国清（2018年1月－2020年9月） - 廖国勋（2020年9月－2022年4月） - 张工（2022年5月至今） 天津市人民政府常务副市长 …… - 杨栋梁（2007年12月－2012年5月） - 崔津渡（2012年5月—2015年1月） - 段春华（2015年1月－2018年1月） - 马顺清（2018年12月－2022年1月） - 刘桂平（2022年4月－2025年5月） - 王 旭（2025年7月至今） 天津市人民政府秘书长 …… - 陈洪江（1998年7月—2002年4月） - 何荣林（2003年1月—2008年1月） - 李泉山（2008年3月—2011年5月） - 袁桐利（2011年5月－2012年6月） - 王宏江（2012年6月—2013年3月） - 孙文魁（2013年3月—2015年1月） - 张志强（2015年1月—2015年11月） - 于秋军（2015年11月—2017年9月） - 孟庆松（2017年9月—2023年11月） - 胡学明（2023年11月至今） | 天津市人民政府副市长 …… - 熊建平（2007年12月－2013年5月） - 王治平（2008年1月－2013年1月） - 李文喜（2008年1月－2013年1月） - 任学锋（2008年1月－2014年8月） - 宗国英（2013年1月－2014年10月） - 王宏江（2013年1月—2015年12月） - 何树山（2013年1月—2017年12月） - 曹小红（2013年1月—2021年7月） - 孙文魁（2013年7月—2022年7月） - 阎庆民（2014年12月－2017年12月） - 赵海山（2015年11月－2018年11月） - 李树起（2015年12月－2023年1月） - 赵飞（2016年3月－2017年4月） - 康义（2018年1月－2022年3月） - 金湘军（2018年1月－2021年1月） - 董家禄（2018年1月－2022年5月） - 连茂君（2019年11月－2020年4月） - 王卫东（2020年6月—2022年3月） - 周德睿（2021年3月—2021年11月） - 王旭（2021年3月—2022年7月） - 朱鹏（2022年3月—2024年8月） - 衡晓帆（2022年6月—2024年3月） - 杨兵（2022年7月—2024年10月） - 李文海（2023年1月至今） - 谢元（2023年1月至今） - 范少军（2023年1月—2025年1月） - 张玲（2023年1月至今） - 王瑛玮（2024年7月至今） - 王宝雨（2024年12月至今） - 翟立新（2024年12月至今） - 王秀峰（2025年5月至今） |